# Arma d'aire comprimit
|  | No s'ha de confondre amb Arma d'aire-gas. |

Un arma d'aire comprimit, és una arma que utilitza la força de l'aire comprimit, en contraposició a les armes de foc, que es basen en reaccions químiques que produeixen una gran quantitat de gasos en cremar la pólvora.

## Funcionament
Solen consistir en un rifle o pistola, que té una cambra és sotmesa a una tensió mitjançant la compressió d'una molla que és mantinguda així pel mecanisme del gallet. En accionar el gallet, la molla és alliberada i acciona un pistó que comprimeix aire que passa al canó, on reposa el balí. Sota la força de l'aire comprimit pel pistó, el balí es veu obligat a travessar el canó a alta velocitat, per a, una vegada en l'aire, iniciar el seu vol lliure fins al blanc. Els models més econòmics i populars solen ser de tir únic, havent d'"amartellar" l'arma i posar manualment un balí nou a cada tret. Això es fa al bascular el canó cap avall, que, per mitjà d'una biela, comprimeix la molla i deixa a la vista la recambra del canó, on es posa el balí.
En altres models es fa servir una quantitat d'aire comprimit prèviament al tret, bé per una bomba integrada en l'arma i que cal accionar per a cada tret, o bé per una bomba manual, un compressor elèctric o una ampolla de submarinisme que acumulen aire per diversos trets en un dipòsit integrat en l'arma. També hi ha models que utilitzen cartutxos recarregables de Co2. Tots aquests models d'aire o gas precomprimit, en general, tenen una precisió més gran als models de moll i pistó, a causa del violent retrocés i vibracions que produeixen aquestes, sent aquests efectes nuls o gairebé nuls en les armes d'aire o gas precomprimit.

## Ús principal
En alguns països està permesa la caça amb armes d'aire comprimit, i no és el cas d'Espanya, on només està permès el tir esportiu a dianes.
Un ús esportiu de les armes d'aire comprimit seria la disciplina de field target en què es dispara a dianes abatibles que solen representar diverses espècies cinegètiques.
Podrien classificar-se com armes d'aire comprimit les rèpliques d'airsoft, ja que la impulsió del projectil sempre és per aire o gas.

## Calibres
Es reconeixen diversos calibres, sent a Espanya molt populars els calibres de 4,5 mm (0,177 polzades) i de 5,5 mm (22 polzades), el primer és l'oficial per competició, els quals normalment són de plom o aliatges d'aquest element. També hi ha els calibres 6,35 mm (0,25 polzades), 5,0 mm (20 polzades) i BB de 4,4 mm, consistent aquest últim en boles d'acer, opció molt utilitzada en pistoles per la seva facilitat per al funcionament semiautomàtic. En les rèpliques de airsoft el calibre gairebé universal és la pilota de 6 mm en PVC.